# Walter-und-Marianne-Dirks-Preis
Der Walter-und-Marianne-Dirks-Preis, bis 1999 Frankfurter Walter-Dirks-Preis, später Walter-Dirks-Preis, zeichnet Menschen und Institutionen aus, deren Leben und Arbeit im Zeichen des Brückenschlags zwischen Konfessionen, gesellschaftlichen Kräften und Parteien steht. Er steht in der sozialethischen Tradition des Katholizismus. Der Preis ist benannt nach dem katholischen Publizisten Walter Dirks und seiner Frau, der katholischen Frauenrechtlerin Marianne Dirks.
Preisgeber waren bis 2004 Pfarrer Franzwalter Nieten (1941–2008), St. Gallus – Frankfurt, Karl Koch, Katholisches Bildungswerk – Frankfurt, und Thomas Seiterich, Redakteur der Zeitung Publik-Forum. Von 2010 an wird der mit 2.500 Euro dotierte Dirks-Preis alle zwei Jahre gemeinsam von zwei Einrichtungen der katholischen Kirche in Frankfurt am Main vergeben, dem Bildungszentrum Haus am Dom und dem Haus der Volksarbeit. Über den Preisträger entscheidet eine unabhängige Jury. Die Juroren stammen aus dem journalistischen, politischen, gewerkschaftlichen und kirchlichen Bereich.

## Preisträger
- 1995 – Alois Schardt (1926–1998), zuletzt Programmdirektor des ZDF
- 1996 – Joachim Garstecki (* 1942), Generalsekretär der Deutschen Sektion von Pax Christi
- 1997 – Rita Süssmuth, Bundestagspräsidentin
- 1998 – Herbert Leuninger (1932–2020) und Ernst Leuninger (1933–2018), Theologe
- 1999 – Rupert Neudeck (1939–2016), Journalist, Gründer von Cap Anamur/Deutsche Not-Ärzte
- 2000 – Harald Pawlowski (1930–2022), Mitherausgeber von Publik-Forum
- 2002 – Ursula Trautwein (* 1932) und Dieter Trautwein (1928–2002)
- 2003 – Wolfgang Thierse (* 1943), Bundestagspräsident[2]
- 2005 – Hejo Manderscheid (* 1954), Limburger Diözesan-Caritasdirektor[3]
- 2010 – Friedhelm Hengsbach SJ (* 1937), katholischer Sozialethiker
- 2012 – Karin Kortmann (* 1959), deutsche Politikerin (SPD)[4]
- 2014 – Norbert Arntz (* 1943), Pfarrer[5]
- 2016 – Bildungsstätte Anne Frank (Meron Mendel, Direktor)[6]
- 2018 – Willy Praml (* 1941), Regisseur
- 2020 – Wolfgang Kessler (* 1953), Journalist
- 2023 – Christiane Florin (* 1968), Politikwissenschaftlerin und Journalistin